# The Legend of Zelda: Twilight Princess
A The Legend of Zelda: Twilight Princess (ゼルダの伝説 トワイライトプリンセス; Zeruda no Denszecu: Tovairaito Purinszeszu, ’Zelda legendája: Alkonyat hercegnő’) egy akció-kalandjáték, amit a Nintendo fejlesztett és adott ki GameCube és Wii konzolokra. Ez a The Legend of Zelda című játéksorozat tizenharmadik része. Eredetileg 2005 novemberében tervezték kiadni GameCube exkluzívként, de kiadását eltolták, hogy a fejlesztők finomíthassák a játékot valamint, hogy több tartalmat tegyenek bele és, hogy Wii-re portolhassák. A Wii verziót a konzol indulócímeként adták ki Észak-Amerikában 2006 novemberében, majd a következő hónapban kiadták Japánban, Európában és Ausztráliában. A GameCube verziót világszerte 2006 decemberében adták ki, mint a konzol utolsó első fél játéka.
A történet Linkre összpontosít, aki meg akarja akadályozni, hogy Hyrule királyságát elárassza egy romlott párhuzamos dimenzió, a „Twilight Realm” (Alkony Birodalom). Hogy megtegye fel kell vennie Hylian és farkas formáját valamint össze kell állnia egy rejtélyes teremtménnyel, akinek a neve Midna. A játék évszázadokkal az Ocarina of Time után, valamint a Majora's Mask és a Four Swords Adventures között játszódik, a The Wind Waker alternatív idővonalán.
A Twilight Princesst kiadásakor kritikailag elismerték, és széleskörben tartják minden idők egyik legjobb videójátéknak. Számos „Game of the Year” díjat nyert. 2015-ig 8,85 millió példány kelt el a játékból világszerte és ez volt a legjobban elkelő Zelda játék, amíg a Breath of the Wild utolérte a 2018 áprilisában. 2011-ben a Wii változatot újrakiadták a Nintendo Selects címke alatt. A játék nagyfelbontású remasterét, a The Legend of Zelda: Twilight Princess HD-t 2016 márciusában adták ki Wii U-ra.
2017. november 5-én megjelent a játék a csak Kínában kapható Nvidia Shield TV konzolra.

## Játékmenet
A The Legend of Zelda: Twilight Princess egy akció-kalandjáték, ami a harcra, a felfedezésre, és rejtvények megfejtésére összpontosít. Ez az Ocarina of Time-ban bemutatkozott alap irányításrendszert használja, beleértve környezetfüggő akció gombokat és az L-célzást (Z-célzás a Wii-n), egy rendszer, ami által Link nézete az egyik ellenségre, vagy egy fontos tárgyra összpontosít, miközben mozog és támad. Link tud sétálni, futni és támadni, valamint automatikusan ugorhat, amikor lefut, vagy elér egy szirtet. Link egy kardot és pajzsot használ a harcok során, kiegészítve olyan másodlagos fegyverekkel és tárgyakkal, mint például az íj és nyíl párosa, a bumeráng, vagy a bombák. Az L-el való célzás által lehet lövöldözni a távolsági fegyverekkel a célpontra, manuális célzás nélkül.
A környezet érzékeny gomb mechanika által egyetlen egy gomb több különféle funkcióval szolgálhat, mint például a beszélgetés, az ajtók kinyitása, a tolás, a húzás és a tárgyak eldobása. A szituáció alapján, a képernyőn lehet látni, hogy a gomb megnyomásával mit lehet csinálni. Például, ha Link tart egy követ, a környezet érzékeny gombbal eldobhatja, ha mozog, vagy ha egy tárgyra vagy ellenségre céloz, de ha csak áll, akkor egyszerűen leteszi a követ.
A GameCube és a Wii változatok irányítási rendszereik között kevés az eltérés. A játéknak a Wii változata kihasználja a Wii Remote mozgásérzékelését és beépített hangszóróját. A hangszórón hallatszik az íjhúr a nyíl lövésekor, Midna nevetése, amikor tanácsot ad Linknek, és a sorozat védjegyéül szolgáló „csilingelés”, ami titkok felfedezésekor hallatszik. A játékos Link kardját a Wii Remote lengésével irányíthatja. Más támadásokhoz hasonló kézmozdulatokat kell csinálni a Nunchukkal. Egyedileg a GameCube változatban szabadon lehet irányítani a kamerát, szembe a Wii változattal, ahol be kell lépni a különleges „körbenéző” módba; ugyanakkor a GameCube változatban Link csak két másodlagos fegyvert használhat, míg a Wii változatban legfeljebb négyet.
A játékban kilenc tömlöc van – nagy, elzárt területek, ahol Link ellenségekkel harcol, tárgyakat gyűjt, valamint rejtvényeket fejt meg. Link bejárja ezeket a tömlöcöket és a végén szembeszáll a bosszal, hogy megszerezzen egy tárgyat, vagy valami mást, ami előre viszi a cselekvényt. A tömlöcöket összeköti a nagy külvilág, amit Link bejárhat sétálva; a lovával, Eponával; vagy Midna segítségével, teleportálva.
Amikor Link belép a Twilight Birodalomba, az ürességbe, ami megfertőzi Hyrule egyes részeit, átalakul farkassá. Később meg lesz a képessége, hogy váltogasson Hylian és farkas formája között akarata szerint. Farkasként Link nem használhatja a kardját, a pajzsát, vagy bármely más tárgyát; ehelyett harapással támad, és elsősorban kitérő támadásokkal védekezik. Ugyanakkor cserébe „Farkas Link”nek van pár kulcsfontosságú előnye – gyorsabban mozog, mint emberként (habár Eponával lovagolva még mindig gyorsabb), lyukakat ásva új átjárókat hozhat létre és elásott tárgyakat áshat ki, valamint a jobb érzékszervek, amikkel például tudja követni az illatnyomokat. Hátán ül Midna, egy kis imp-szerű lény, aki tippeket ad neki, egy energiamezővel támadja az ellenségeket, segít a nagytávolságban ugrani és később megengedi neki, hogy „warp”oljon a külvilág több adott részére. Használva Link farkas érzékét a játékos láthatja és hallgathatja azokat a lelkeket, akik az Alkonyat hatása alatt vannak, valamint levadászhatja a „Poe” szellemeket.
Az ellenségek mesterséges intelligenciája (MI) még fejlettebb, mint a The Wind Wakerben szereplő ellenségekké. Az ellenségek reagálnak legyőzött társaikra, valamint az elhaladó nyilakra vagy csúzligolyókra, és Linket nagyobb távolságból tudják érzékelni, mint a korább játékokban.

## Történet
A játék egy Link nevű tizenéves fiúval kezdődik, aki az Ordon falu tanyáján dolgozik. Egy nap a Bulbinok elrabolták a falu gyerekeit. Link követi őket, és szembe találja magát az Alkonyat falával. Egy Alkonyat szörny a fal túloldalára húzza az Alkonyat-árasztott erdőbe, ahol farkassá változik, majd bebörtönzik. Linket hamar kiszabadítja egy élőlény, akinek a neve Midna, aki segít neki, ha feltétlenül engedelmeskedik. Elvezeti őt Zelda hercegnőhöz, aki elmagyarázza, hogy Zant, a Twilik Varázsló/Bitorló királya megtámadta a kastélyt és arra kényszerítette, hogy adja meg magát neki. A királyságot beborkulta az Alkonyat, és minden lakó, kivéve Link és Zelda átváltozott láthatatlan szellemekké. Hyrule megmentéséhez Linknek Midna segítségével először újra kell élesztenie a Fény Lelkeket, bejutva az Alkonyat által fedett területekre, ahol vissza kell szereznie Lelkek fényét azon Alkonyat lényektől, akik ellopták azokat. Ha egy Lélek újjáéledt, visszaállítja Linket az ő Hylian formájába, és felfedi az egyik „Összeolvasztott Árnyék” helyét, ami egy olyan hatalmas ereklyének darabja, ami elég hatalmas ahhoz, hogy le lehessen győzni Zantet. Ez idő alatt egy elhunyt kardforgató szelleme, a „Hős Árnyja” szintén megjelenik, hogy kardforgatási kiképzést adjon, amit nem tudott megtenni korai halála miatt valamint, hogy tájékoztassa Linket sorsáról Hyrule-ban.
Utazása során Link megtalálja az Ordon falu gyerekeit, valamint segíti Faron majmait, Eldin Goronjait és Lanayru Zoráit. Miután helyreállították a Fény Lelkeket és megszerezték a „Összeolvasztott Árnyék”okat, Linket és Midnát rajtaütötte Zant, aki elveszi az ereklye darabjait. Midna kritizálja őt, amiért visszaél törzsének varázslatával, de
felfedi, hogy hatalma máshonnan származik, majd arra használja, hogy Linket csapdába csalja farkas formájában. Miután nem tudta Midnát elcsábítani az oldalára, Zant megpróbálja ölni őt azzal, hogy kiteszi Lanayru fénylelkének fényére. Miután elvitte a haldokló Midnát Zeldához, Link megtudja, hogy a Mester Kard kell neki, hogy el lehessen távolítva Zant átka, majd Zelda feláldozza magát, hogy meggyógyítsa Midnát, és rejtélyesen eltűnik. Zelda önzetlen tette után Midna elkezd többet törődni Linkkel és a világ sorsával.
Miután megszerezte a Mester Kardot Link megtisztult attól az átoktól, ami farkas formában tartotta őt. Mélyen a Gerudo Sivatagban Link és Midna keresik az Alkonyat Tükrét, az egyetlen ismert átjárót Hyrule és az Alkonyat Birodalom között, de kiderül, hogy el lett törve. A Bölcsek ott elmagyarázzák, hogy Zant megpróbálta elpusztítani, de csak darabjaira tudta tőrni; csak a Twilik igazi uralkodója tudja teljesen elpusztítani a tükröt. Szintén mondták, hogy egyszer arra használták a tükröt, hogy száműzzék Ganondorfot az Alkonyat Birodalomba, amiért megpróbálta ellopni a Triforce-ot, miután nem tudták kivégezni őt. Link és Midna elindultak megkeresni a tükör hiányzó darabjait. Miután helyre lett állítva a Tükör, a Bölcsek felfedik Linknek, hogy Midna a Twilik igazi uralkodója, akit Zant trónfosztott és jelenlegi formájába átkozta őt. Mikor szembenéznek Zanttel, Link és Midna megtudja, hogy alkut kötött Ganondorffal, aki a segítségét kérte abban, hogy meghódítsa Hyrule-t. Miután Link legyőzi Zantet, Midna visszaszerzi a „Összeolvasztott Árnyék”okat, majd elpusztítja Zantet, miután megtudta, hogy csak Ganondorf legyőzésével tud felszabadulni az átka alul.
Miután visszatértek Hyrule-ba Link és Midna Ganondorfot találják a kastélyában, egy élettelen Zeldával, aki felette lebeg. Ezután Ganondorf Zeldát megszállva harcol Linkkel, majd átalakul az ő óriási vaddisznó formájába, de Link legyőzi őt, majd Zelda újraéled azzal az erővel, amit Midnának adott. Ganondorf feltámad, majd Midna Linket és Zeldát a kastélyon kívülre teleportálja, hogy feltarthassa őt az „Összeolvasztott Árnyék”kal. Habár Hyrule Kastélya összeomlott, Ganondorf lett a győztes, majd összetöri azt az „Összeolvasztott Árnyék” darabot, amelyet Midna hordott a fején, és lóháton veszi üldözőbe Linket. Zelda és a Fény Nyilai segítségével Link végül lelöki Ganondorfot a lováról, majd leszállva a lováról vele párbajozik, amíg meg nem öli őt a Mester Karddal. Ezután a Fény Szellemei feltámasztják Midnát, és visszaállítják őt az igazi formájába. Miután elbúcsúzott Linktől és Zeldától, Midna hazatér és elpusztítja az Alkonyat Tükrét, végleg elpusztítva a kapcsolatot Hyrule és az Alkonyat Birodalma között. Miután Hyrule Kastélya újjáépült, Link elhagyja az Ordon falut, elindulva az ismeretlenbe.

## Fejlesztés

### A készítés
2003-ban a Nintendo bejelentette, hogy egy új The Legend of Zelda készül GameCube-ra, és a The Wind Wakert készítő csapat dolgozik rajta. A következő év Game Developers Conference-én a rendező Aonuma Eidzsi akaratlanul felfedte, hogy a játék folytatása The Wind Waker 2 munkacím alatt készül; elődjéhez hasonló grafikai stílust használna. A Nintendo of America azt mondta Aonumának, hogy a The Wind Waker lassan kel el Észak-Amerikában, mert a rajzfilmes megjelenés azt a benyomást keltette, hogy gyerekeknek készült. Aggódva azért, hogy a folytatásnak hasonló problémája lehet, Aonuma azt fejezte ki a producer Mijamoto Sigerunak, hogy egy realisztikus Zelda játékot akar csinálni, ami megfelelne az észak-amerikai piacnak. Mijamoto habozott arról, hogy csak a játék megjelenítését kell megváltoztatni, azt javasolta, hogy a csapatnak inkább játékmeneti újításokkal kell előjönnie. Azt tanácsolta Aonumának, hogy azzal kell kezdenie, amit nem lehetett megcsinálni az Ocarina of Time-ban, különösen a lovaglós harcokat. A korai fejlesztése annak, amiből lett a Twilight Princess megkezdődött, és különleges figyelmet fordítottak a lovaglás realizmusára, és ezért a vezető karaktertervező Nisimori Keiszuke önmaga meglovagolt egy lovat, hogy átélje ennek érzését.
Hasonlóan az eredeti The Legend of Zeldához, aminek az inspirációja J. R. R. Tolkiennek A Gyűrűk Ura című regénye volt, a Twilight Princess megjelenését a Gyűrűk Ura filmek inspirálták, amik akkor még nemrég jöttek ki és népszerűek voltak akkoriban. A játékot gondolatban egy nagy meggyőző világként fejlesztették, egy hatalmas skálán, hogy megfeleljen a fantasy világok elvárásaihoz, amiket a közösség A Gyűrűk Urával szokott meg.
Aonuma csapata négy hónap alatt érte el a lovaglás realisztikus prezentálását, amit a Nintendo később bemutatott a nyúlványosságnak egy előzetesben a 2004-es Electronic Entertainment Expón, és hatalmas dicséretet kapott. A játék kiadását a következő évre tervezték, és már nem volt a The Wind Waker folytatása; az említett játéknak az igazi folytatása 2007-ben adták ki Nintendo DS-re Phantom Hourglassként. Mijamoto interjúkban fejezte ki azt, hogy a grafikai stílust azért választotta, hogy kielégíthesse az igényt, és mert ez a téma jobban illik egy idősebb Linkhez. A játék a The Wind Waker módosított motorját használja.
A korábbi Zelda játékok alkalmazták a két elválasztott, de összekapcsolt világ témáját. Az A Link to the Pastben Link egy „Fény Világ” és egy „Sötét Világ” között utazgatott; míg az Ocarina of Time-ban, és az Oracle of Agesben Link két különböző időszak között utazgatott. A Zelda csapat ennek a motívumnak az újrahasználását kereste a sorozat legújabb részében. Javasolva volt, hogy Link farkassá változzon, hasonlóan ahhoz, hogy nyúllá alakul az A Link to the Past Sötét Világában. Link farkassá alakulásának ötletét, és az ezt körülvevő narratíva elemeket Aonuma az egyik álmából vette, mikor külföldön volt üzleti úton. Azt álmodta, hogy egy ketrecbe zárt farkas volt, és miután felébredt, összezavarodott és dezorientált volt, valamint egy ideig tartott neki, hogy emlékezzen arra, hogy hol van. A játék történetét Aonuma készítette, amit később megváltoztattak a forgatókönyvírók Takano Micuhiro és Kjogoku Aja. Takano készítette forgatókönyvet a történet jeleneteihez, miközben Kiogoku és Takajuki Ikkaku kezelték a tényleges játék forgatókönyvét. Eredetileg úgy volt tervezve, hogy Link már a játék legelején legyen farkas, nyersen szembe az Ocarina of Time formulájával, de ezt megváltoztatták, hogy az új játékosok belenyugodhassanak a Zelda hagyományos játékmeneti és narratív formulájába. A történet narratíva előtételét, hogy az Ordon falu gyerekeit elrabolták, egy példa volt arra, hogy a játéknak sötétebb története van, bármely más korábbi résznek.
Játékmenet szempontjából a játék „alkonyat világ” részeit halványan inspirálta az a tény, hogy a korábbi Zelda játékokban a tömlöcök mindig jellegzetesen el voltak választva a külviláguktól. Kíváncsiak volta arra, hogy mi lenne, ha vennének egy hagyományos Zelda tömlöcöt, és elhelyezik a nyílt világon belül. Ennek lett az eredménye a fény könnyei után való vadászat az alkonyat fedte világban. Tekintve az Alkonyat fedte Hyrule atmoszférájára, valamint az Alkonyat Birodalom tömlöcre később a játékban a szándék az volt, hogy a játékosok kényelmetlenül érezzék magukat, ugyanakkor különös figyelmet fordítottak arra, hogy biztosítsák azt, hogy ez jól kiegyensúlyozott volt, szóval nem éreztették a játékosokat olyan kényelmetlenül vagy, mert nem akarnának tovább jutni vagy, mert nem örülnének az élménynek.
Aonuma elhagyta az új ötleten dolgozó csapatát, miközben a Game Boy Advance-es The Minish Cap producere volt. Mikor visszatért a Twilight Princess csapatát küszködve találta. A hangsúly párhuzamos világokon és a farkassá alakuláson Link karakterét el nem hihetővé tette. Aonuma szintén érezte, hogy a játékmenetből hiányzott a Phantom Hourglassben talált innováció kalibere, amit Nintendo DS-re fejlesztettek érintőképernyős irányítással. Ezzel egy időben a Wii fejlesztés alatt volt „Revolution” kódnév alatt. Mijamoto azt gondolta, hogy a Revolution mutató eszköze, a Wii Remote megfelelt a nyilak célzásához a Zeldában, és azt javasolta Aonumának, hogy fontolja meg ennek használatát.

### Átmenet Wii-re
Aonuma már várta, hogy csinálhasson Zelda játékot arra, amiből Wii lesz, de azt gondolta, hogy először a Twilight Princesst kellene befejeznie. A csapata elkezdett dolgozni egy mutatás alapú interfészen az íj és nyíl párosnak, és Aonuma azt találta, hogy a képernyőre való közvetlen célzással a játéknak olyan egy új érzést adhat, mint a Phantom Hourglass DS-s irányítási rendszere. Aonuma meggyőződött, hogy ez volt az egyetlen módja, hogy folytassa, de aggódott azokért a vásárlókért, akik a GameCube-os kiadást várták. A két változaton való fejlesztés következménye az volna, hogy el kell halasztani a bejelentett 2005-ös kiadást, ami még mindig csalódottá tenné a vásárlót. Ivata Szatoru azt érezte, hogy végül mindkét változat kielégítené a felhasználókat, még ha várniuk kéne a befejezett termékre. Aonuma ezután elkezdett egyszerre dolgozni mindkét változaton.
Átvinni a GameCube-os fejlesztést Wii-re viszonylag egyszerű volt, mert a Wii úgy készült, hogy kompatibilis legyen a GameCube-al. A 2005-ös E3-on a Nintendo kiadott egy kisszámú Nintendo DS játékkártyákat, amik tartalmazzák a Twilight Princess előzetesét. Szintén bejelentették, hogy az a Zelda meg fog jelenni Wii-re (akkori kódneve „Revolution”), de nem volt egyértelmű a médiának, hogy ez a Twilight Princess, vagy egy másik játék.
A csapat dolgozott egy Wii-s irányítási rendszeren, adaptálva a kamera irányítását és a harcolási mechanikát az új interfészre. Készült egy prototípus, ami lengő gesztust használt, hogy a kardot belső nézetből lehessen irányítani, de ez nem tudta mutatni Link változatos mozdulatait. Amikor helyreállították a külső nézetet, Aonuma azt gondolta, hogy fura volna lengetni a Wii Remote-ot jobb kézzel, miközben Link bal kézzel kardoz, így az egész Wii változat térképét megtükrözték. Részletek a Wii-s irányításról 2005 decemberében kezdtek a felszínre kerülni, amikor a brit újság az NGC Magazine azt állította, hogy amikor a Twilight Princess egyik GameCube példányát játssza a Revolution, lehetősége van a játékosnak használnia a Revolution kontrollerét. Mijamoto megerősítette a Revolution kontroller-funkcionalítását egy interjúban a Nintendo of Europe-pal, és a Time nem sokkal később jelentette. Ugyanakkor a Wii kontrollert nem támogatta a GameCube-os változat. A 2006-os E3-on a Nintendo bejelentette, hogy mindkét változat elérhető lesz a Wii indulásakor, és jelen volt a Twilight Princess játszható változata Wii-re. Később a GameCube kiadást elhalasztották, egy hónappal a Wii indulása utánra.
A Nintendo munkatársai jelentették, hogy a demó felhasználók panaszkodtak az irányítás nehézségére. Aonuma rájött, hogy a csapata úgy eszközölte a Wii irányítást, hogy a felhasználókat „erőltesse” az alkalmazkodásra, ahelyett, hogy a rendszer használatát inuatívvá és könnyűvé tegye. Mijamotóval elkezdte újragondolni a kényelemre és a könnyedségre való összpontosítással. Átdolgozták a kamera irányítását, valamint a tárgyak irányítását is megváltoztatták, hogy elkerüljék a véletlen gombnyomásokat. Ezen kívül egy új tárgyrendszerre volt szüksége annak a gombnak a használatához, amihez a kardot használták. Hogy ezt megoldják, a kard irányítása visszatért a gesztusokhoz – valami, amiről azt mondták az E3 résztvevői, hogy ezt szeretnék. Ez visszavezetett ahhoz a problémához, hogy jobbkezes lengéssel kell csinálni a balkezes kardozást. Mivel a csapatnak nem volt elég ideje a kiadás előtt, hogy átdolgozzák Link karakter modelljét, ezért inkább megtükrözték az egész játékot – mindennek volt egy tükörképe. Link most jobb kezes lett, és minden utalás „kelet”re és „nyugat”ra meg lett fordítva. Ugyanakkor a GameCube változatban bal kezes maradt az eredeti tájolással. A Twilight Princess útmutatója a Wii változatra összpontosít, de a könyv végén vannak tükörképű térképek a GameCube használóknak.

### Zene és hang
A játék zenéjét Minegisi Toru és Ohta Aszuka komponálta meg, valamint Kondo Kodzsi volt a hang felügyelő. Minegisi vezette a Twilight Princess zeneszerzését és hangtervezését, gondoskodva minden mező és tömlöc zenéről. Az előzeteseknek három darabot írtak különböző zeneszerzők, többek között Jokota Mahito és Kondo. Ósima Micsiru csinálta a zenekari elrendezéseket a három kompozíciónak, amiket később egy együttes adott elő Takemoto Taizo vezényletével. Kondo darabját választották a 2005-ös E3 előzetesnek, és a címképernyő utáni demo filmnek zenéjéhez. Midnának van a legtöbb hangbeszédje — az ő dialógusa a játékban többnyire fecsegő álbeszéd, ami angol kifejezések hadarása volt a japán hangszínésznőtől, Kómoto Akikótól.
A média kérések a kiállításon felszólította Kondót, hogy használjon zenekari zenét a játék más számaihoz is, egy elképzelés, amit az erősített meg, hogy előnyben részesíti az élő hangszereket. Eredetileg egy 50-fős zenekart képzelt el az akció szekvenciákhoz, és egy vonósnégyest a „líraibb pillanatokhoz”, de a végső termék szekvenált zenét használt helyette. Kondo később a zenekari zenében való interaktivitás hiányát idézte az egyik fő oknak a döntésben. A soundtrack hat- és hétszámos változatait 2006. november 19-én adták ki, egy Nintendo Power-promóció részeként, és hozzáadták a Mester Kard és Hylian Pajzs replikáit.

### Technikai gondok
Miután fel lett fedezve egy puffertúlcsordulási biztonsági rés a Twilight Princess Wii változatában, fejlesztettek egy exploitot „Twilight Hack” néven, amivel a konzolon végre lehet hajtani egy egyéni kódot egy SD kártyáról. Egy határozottan megtervezett mentési fájl okozná a játéknak, hogy betöltsön aláíratlan kódot, ami tartalmazhat Executable and Linkable Format (ELF) programokat és homebrew Wii applikációkat. A Wii menü 3.3-as és 3.4-es változatai megakadályozták az exploitozott mentési fájlok másolását a konzolba, amíg fel lettek fedezve a megkerülési módszerek, majd a Wii menü 4.0-ás változata patchelte a sebezhetőséget.

### A Wii U változat
A játék nagyfelbontású remasterét, a The Legend of Zelda: Twilight Princess HD-t a Tantalus Media fejlesztette Wii U-ra. 2015. november 12-én jelentették be egy Nintendo Direct prezentációban. Tartalmaz felújított grafikát és amiibo funkcionalitást. Észak-Amerikában és Európában 2016. március 4-én adták ki; Ausztráliában 2016. március 5-én; és Japánban 2016. március 10-én.
A Twilight Princess nagyfelbontású változatának ötlete először a The Legend of Zelda: Breath of the Wild készítése során keletkezett. A Nintendo kísérletezett a Twilight Princess HD változatával, futtatva a Wii U fejlesztői készleten, amikor az új játék grafikai stílusát próbálták beállítani. Ez végül a The Wind Waker HD készítéséhez vezetett, aminek sikere felbátorította a Zelda csapatot, hogy törekedjenek más nagyfelbontású remasterekért. Kiadása után, amit belsőleg fejlesztettek a Nintendónál csak hat hónap alatt, a Zelda csapat elmerült a Twilight Princess HD remasterében. Mivel akkor a Zelda csapat nagy része el volt foglalva a Breath of the Wilddal, szóval a Nintendo keresett egy külső fejlesztői stúdiót, az ausztrál Tantalus Mediát, hogy dolgozzanak a Twilight Princess HD-n.
Aonuma Eidzsi szerint, aki az eredeti kiadás rendezője, és a Twilight Princess HD producere volt, meggyőződött az, hogy a remaster kihasználhatná a Wii U GamePad előnyeit, ami egy fókuszpont volt a cím fejlesztésének elején. A remasterhez a GameCube változat irányítási rendszerét adaptálták, mert hasonlít a két konzol kontrollerének gombelrendezése. Aonuma figyelembe vette a víz-alatti játékmenet jelentős felfejlesztését a remasterben. További fejlesztések közé tartoznak a modern normához képest nagyon hosszú átvezetők felgyorsítása, valamint az olyan ismétlődő játékmeneti elemek lecsökkentése, mint például a Fény Könnyeinek gyűjtése az Alkonyat Birodalomban. Az elkötelezettség, hogy „megőrizni az eredeti érzését”, számos tervezési döntést inspirált, mint például, hogy a képkocka-sebességet 30 képkocka per másodpercen tartsák. Szano Tomomi, a Wii U változat asszisztens rendezője megjegyezte, hogy a grafika finomításának mértéke sok figyelmet kapna: „Amikor a karakterek precízebb modelljeit csináltuk a nagyobb felbontáshoz, azt találtuk, hogy minden túl tiszta volt, és elveszítettük azt a lágy és finom atmoszférát, amelyet különösen az alkonyatban, vagy az erdőben lévő fénnyel kapsz meg.”
A játék bizonyos csomagolásai tartalmaznak egy Wolf Link Amiibo figurát, amivel ki lehet nyitni egy Wii U-exkluzív tömlöcöt, aminek a neve „Cave of Shadows” (Árnyékok Barlangja), és a mentési adatot át lehet vinni a The Legend of Zelda: Breath of the Wildba. Az Árnyékok Barlangjában Link számos ellenséggel harcol, miközben az ő farkas formájára lett korlátozva. Hasonlít az opcionális „Cave of Ordeals”-hoz (A Megpróbáltatások Barlangja), ami jelen van az eredeti kiadásban, valamint az egészség helyreállítása a próba során ritka. Más Zeldás Amiibo figurának különböző funkciói vannak: Linkkel és Toon Linkkel újra lehet tölteni a nyilakat, Zeldával és Sheikkel helyre lehet állítani Link egészségét, míg Ganondorf által pedig Linknek kétszer nagyobb sérülése lehet. Egy CD, ami tartalmaz 20 választott zenei számot a játékból, előrendelési bónusz a GameStopnál Észak-Amerikában, és része a korlátozott-kiadású csomagolásnak más régiókban. Egy háromlemezes eredeti soundtracket, ami 108 számot tartalmaz a játékból, 2016 júliusában adták ki Japánban.

## Fogadtatás

### Kritikák
| Összegzőoldal | Értékelés                 |
| ------------- | ------------------------- |
| Metacritic    | (Wii) 95/100 (GCN) 96/100 |

| Szerző                | Értékelés                 |
| --------------------- | ------------------------- |
| 1Up.com               | (Wii) A+ (GCN) A+         |
| AllGame               | (GCN)                     |
| CVG                   | 10/10                     |
| Edge                  | 9/10                      |
| EGM                   | (Wii) 30/30               |
| Famicú                | (Wii) 38/40               |
| Game Informer         | 10/10                     |
| GamePro               | [ 64 ]                    |
| GameSpot              | (Wii) 8.8/10 (GCN) 8.9/10 |
| GameSpy               | [ 67 ]                    |
| GamesRadar+           | [ 68 ]                    |
| IGN                   | (Wii) 9.5/10 (GCN) 9.5/10 |
| Nintendo Power        | (Wii) 9.5/10 (GCN) 9.5/10 |
| Nintendo World Report | 10/10                     |
| ONM                   | 97%                       |
| X-Play                | (Wii)                     |

A Twilight Princesst kritikai elismerésnek és kereskedelmi sikernek adták ki. Tökéletes pontszámokat kapott számos kiadványtól, többek között a 1Up.comtól, a Computer and Video Gamestől, az Electronic Gaming Monthlytól, a Game Informertől, a GamesRadartól és a GameSpytól. A kritikaösszegző oldalon, a Metacriticen a Twilight Princess Wii változatának 95/100 pontja van, míg a GameCube változatnak 96/100, „általános elismerés”t jelezve. Ez volt a Metacriticen 2006 legmagasabb értékelésű játéka. A GameTrailers kritikája szerint ez minden idők egyik legnagyobb játéka, ami készült.
Kiadásakor számos kritikus – többek között az 1Up.com, a Computer and Video Games, az Electronic Gaming Monthly, a Game Informer, a GamesRadar, az IGN, és a The Washington Post írói – a Twilight Princesst tartotta a valaha készült legjobb Zelda játéknak. A Game Informer szerint „olyan kreatív, hogy vetélytársa a legjobbnak, amit Hollywood ajánl”. A GameRadar dicsérte a Twilight Princesst, mint „egy játék, ami nem mást érdemel, mint az abszolút legmagasabb ajánlást”. A Cubed3 üdvözölte a Twilight Princesst, mint a „az egyedüli legnagyobb videójáték élmény”. A Twilight Princess grafikáját dicsérték a művészeti stílusért és az animációért, annak ellenére, hogy GameCube-ra tervezték, ami technológiailag gyengébb az akkori következő generációs konzoloknál. Az IGN és a GameSpy rávilágított a homályos textúrákra és az alacsony felbontású karakterekre. A panaszok ellenére a Computer and Video Games a játék atmoszféráját fölényesebbnek nevezte bármely Zelda játékhoz képest és a Twilight Princess Hyrule-ját a valaha készült legjobb változatnak tekintette. A PALGN dicsérte a játék filmszerűségét, megjegyezve, hogy „a valaha legjobb átvezetők Zelda játékban”. Vonatkozva a Wii változatra, a GameSpot Jeff Gerstmannja azt mondta, hogy az irányítást Wii-n „rácsavart”nak érezte, ugyanakkor az 1Up.com azt mondta, hogy a távirányítós-lengéssel való kardozás „az egész sorozat leglenyűgözőbbje”. A Gaming Nexus a Twilight Princess soundtrackjét a generáció legjobbjának tartotta, ugyanakkor az IGN kritizálta a MIDI-formázott zenéket, amiért hiányzott a zenekari társaiknak „az ütése és rugalmassága”.

### Díjak
Az IGN díjakat adott a Twilight Princess GameCube változatának a Legjobb Művészeti Dizájnért, a Legjobb Eredeti Szerzeményért és a Legjobb Hang Használatáért. Az IGN és a Nintendo Power együtt adott díjakat a Legjobb Grafikáért és a Legjobb Történetért. 2007-ben szintén kapott díjat a „Kiemelkedő Teljesítmény Történet- és Karakterfejlesztésben”ért az Academy of Interactive Arts & Sciencestól. A Twilight Princess kapott Év Játéka díjakat a GameTrailerstől, az 1Up.comtól, az Electronic Gaming Monthytól, a Game Informertől, a Games Radartól, a GameSpytól, a Spacey Awardstól, az X-Playtől és a Nintendo Powertől. Szintén kapott díjakat a Game Critics Awardstól, az X-Playtől, az IGN-től, a GameTrailerstől, az 1Up.comtól és a Nintendo Powertől, mint a Legjobb Kaland Játék. A játékot a Legjobb Konzol Játéknak tartotta a Game Critics Awards és a GameSpy. A játék 16. helyezés lett az Official Nintendo Magazine Minden idők 100 Legnagyobb Nintendo játéka listáján. Az IGN a játékot a negyedik legjobb Wii játéknak rangsorolta. A Nintendo Power a 2000-es évtized harmadik legjobb Nintendo rendszerre kiadott játékának rangsorolta.

### Eladások
Észak-Amerikában az első héten minden négy Wii megvásárlásból három példányt adtak el. 2006 novemberében a Wii változatból 412 ezer példányt adtak el az Egyesült Államokban, képviselve a Wii indulásának 87%-át a hónapban, ami a legmagasabb csatolási arány egy indulási címnek a Nintendo 64 induló címének, az 1996-os Super Mario 64 óta. Ez lett Amerikában az ötödik legjobban elkelő játék 2006-ban, 1,5 millió példányos eladással Wii-re és GameCube-ra abban az évben az Egyesült Államokban. A Wii változat „Platina” eladási díjat nyert az Entertainment and Leisure Software Publishers Associationtől (ELSPA), azt jelezve, hogy legalább 300 ezer példányban kelt el az Egyesült Királyságban.
A játék 5,82 millió példányban kelt el Wii-re 2011. március 31-éig, és 1,32 millió példányban GameCube-ra 2007. március 31-éig. 2015. szeptember 30-áig a játékból 8,85 millió példányban kelt el világszerte mindkét platformon, a sorozat legjobban elkelő része lett, amíg felülmúlta a The Legend of Zelda: Breath of the Wild (2017).

### Twilight Princess HD
A kritikaösszegző oldalon, a Metacriticen a Twilight Princess HD-nak 86/100 pontja van, „általánosan kedvező” kritikákat jelezve. A cím elnyerte az Év Nintendo Játéka díjat a Golden Joystick Awardson 2016 novemberében.
A remaster 52282 példányban kelt el Japánban a kiadás első hetében, valamint a videójáték eladási listákon második helyezés lett. A következő héten kilencedik helyezés lett, eladva további 7705 példányt. Összehasonlításképpen a The Wind Waker HD-ból 30264 példányban kelt el japán kiadásának első hetén. A Twilight Princess HD egyesült királysági kiadásának első hetén a második legjobban fogyó játék és a legjobban kelő egyplatformos játék volt az országban. Az eladások 84%-ot zuhantak a második héten az Egyesült Királyságban, és így a kilencedik legjobban elkelő játék lett az országban. A piackutató cég, a The NPD Group szerint, 2016 márciusában az Egyesült Államokban a harmadik legjobban elkelő játék volt a kiskereskedőknél.

## Utóélete
Egy manga sorozat a Twilight Princess alapján, amit Himekava Akira írt és illusztrált, az első rész 2016. február 8-án jelent meg Japánban, valamint a befejezés 2022. január 30-án jelent meg. A sorozat egyedül a Sogakukan MangaOne mobilalkalmazása által érhető el. Habár a manga adaptáció majdnem tíz évvel az eredeti játék kiadása után kezdődött el, csak egy hónappal a nagyfelbontású remake megjelenése előtt indult el. A sorozat angol változatát a Víz Media adja ki 2017 óta.
2016 márciusában, a My Nintendo hűségprogram indulásakor, a Nintendo kiadta a My Nintendo Picross: The Legend of Zelda: Twilight Princesst, egy grafilogika puzzle játékot, amit a Jupiter fejlesztett, és Nintendo 3DS-re tölthetik le a hűségprogram részvevői.
Midna; az ő imp és Twili formáiban, Zant és a nemjátékos karakter Agitha mind játszható harcosok a Zelda crossover címében a Hyrule Warriorsban és portjaiban. A Hyrule Warriors kiadása óta Agithát a Twilight Princess egyik „főszereplőjének” tartják.

## Lásd még
- Link’s Crossbow Training; egy 2007-es lövöldözős játék, amit a Wii Zapperhez készítettek, felhasználva a Twilight Princess világát és eszközeit

## Fordítás
- Ez a szócikk részben vagy egészben  a   The Legend of Zelda: Twilight Princess című angol Wikipédia-szócikk fordításán alapul.  Az eredeti cikk szerkesztőit annak laptörténete sorolja fel. Ez a jelzés csupán a megfogalmazás eredetét és a szerzői jogokat jelzi, nem szolgál a cikkben szereplő információk forrásmegjelöléseként.